# Parc Athéna

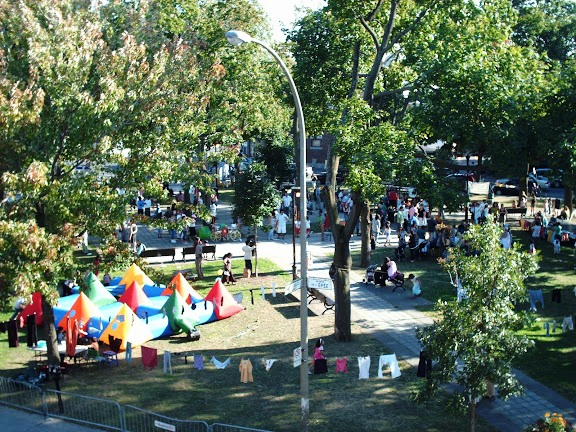
Fête de quartier à l'occasion du de la Coopérative Nos Rêves, en 2007.

Le parc Athéna est un petit parc de Montréal situé dans le quartier Parc-Extension. Il occupe un quadrilatère délimité par le boulevard Jean-Talon, la rue Bloomfield, l’avenue de l’Épée et la rue Greenshields. Il a été nommé en l’honneur de la déesse grecque de l’art et de la sagesse, Athéna, par la ville de Montréal en 1986.
Une reproduction d'une statue de la déesse Athéna a été installée au centre du parc en 2000 « en hommage aux immigrants grecs venus s'installer au Canada et notamment dans le quartier »,. 
Le parc, malgré sa taille, est le lieu de plusieurs événements récurrents — fête nationale de la Saint-Jean, rencontres interethniques, manifestations de soutien aux personnes sans-statut — dans cet arrondissement parmi les plus multi-ethniques au Canada.